# Waterstofcompressor

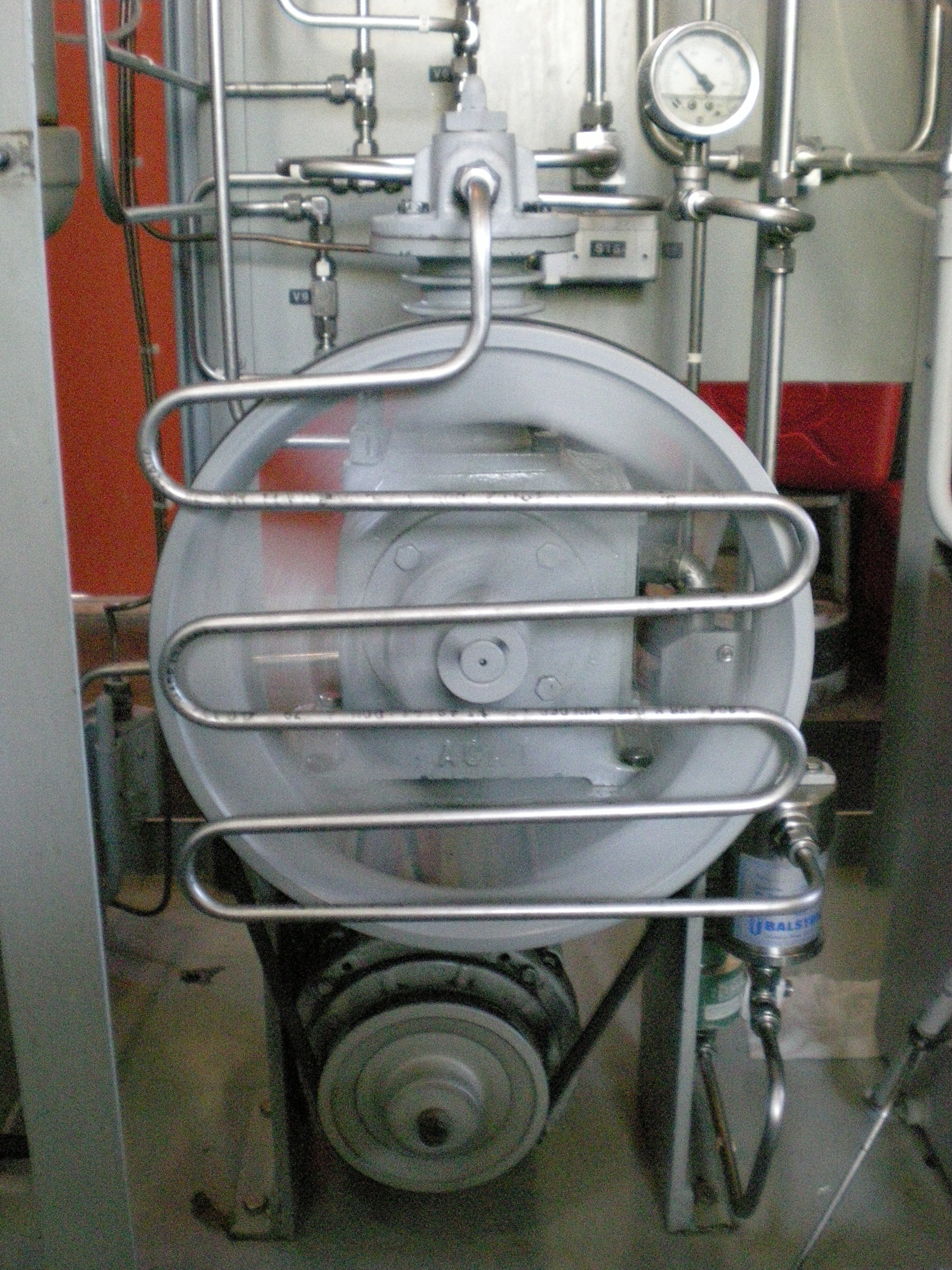
Waterstofgas wordt uit de lagedruktank naar de hogedruktank gepompt en samengedukt.

Een waterstofcompressor is een apparaat dat de druk van waterstofgas verhoogt door het volume ervan te verkleinen, wat resulteert in samengeperste waterstof of vloeibare waterstof.

## Compressor versus pomp
Waterstofcompressoren zijn nauw verwant aan waterstofpompen en gascompressoren: beide verhogen de druk op een vloeistof en beide kunnen de vloeistof door een waterstofleiding transporteren. Omdat gassen samendrukbaar zijn, vermindert de compressor ook het volume van waterstofgas, terwijl het belangrijkste resultaat van een pomp, die de druk van een vloeistof verhoogt, is dat de vloeibare waterstof naar elders kan worden getransporteerd.

## Typen

### Zuigercompressoren
Een beproefde methode om waterstof te comprimeren is het toepassen van zuigercompressoren. Ze worden veel gebruikt in raffinaderijen en vormen de ruggengraat van de raffinage van ruwe olie. Zuigercompressoren zijn gewoonlijk verkrijgbaar als oliegesmeerd of olievrij; voor hoge druk (350 - 700 bar) verdienen olievrije compressoren de voorkeur om olieverontreiniging van het waterstofgas te voorkomen. Deskundige kennis over zuigerafdichtingen en pakkingsringen kan ervoor zorgen dat zuigercompressoren beter presteren dan de concurrerende technologieën op het gebied van MTBO (Mean Time Between Overhaul = gemiddelde tijd tussen revisie).

### Ionische vloeistofcompressor
Een ionische compressor is een waterstofcompressor gebaseerd op een ionische vloeistofzuiger in plaats van een membraan zoals in een diafragmacompressor.

### Elektrochemische waterstofcompressor
Een meertraps elektrochemische waterstofcompressor omvat een reeks membraanelektrode-assemblages (MEA's), vergelijkbaar met die gebruikt in protonuitwisselingsmembraanbrandstofcellen. Dit type compressor heeft geen bewegende delen en is compact. De elektrochemische compressor werkt vergelijkbaar met een brandstofcel: er wordt een spanning op het membraan gezet en de resulterende elektrische stroom trekt waterstof door het membraan. Met elektrochemische compressie van waterstof wordt een druk van 1000 bar of 100 MPa bereikt. Een octrooi is aangevraagd en claimt een energie-efficiëntie van 70 tot 80% voor drukken tot 700 bar. In 2011 werd een eentraps elektrochemische compressie tot 800 bar gerapporteerd. Het Department of Energy in de Verenigde Staten heeft ontwikkelingen ondersteund met betrekking tot de ontwikkeling van goedkope elektrochemische waterstofcompressoren voor warmtepompen door Xergy Inc.

### Hydridecompressor
In een hydridecompressor worden thermische en drukeigenschappen van een hydride gebruikt om lagedrukwaterstofgas bij omgevingstemperaturen te absorberen en vervolgens hogedrukwaterstofgas bij hogere temperaturen af te geven. Het hydride wordt verwarmd met warm water of een elektrische spoel.

### Diafragmacompressor

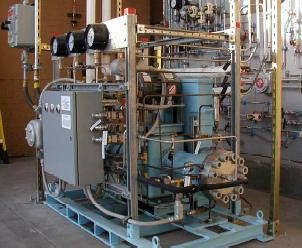
Een drietraps diafragmacompressor

Diafragmacompressoren zijn stationaire hogedrukcompressoren, viertraps watergekoeld, 11-15 kW, 30-50 Nm³ / h en 40 MPa (400 bar) voor de afgifte van waterstof. Het is een variant van de klassieke zuigercompressor met zijn draag- en zuigerringen en zijn stangpakking. In plaats van deze zuiger gebeurt de compressie van het gas door het heen en weer bewegen van een soepel membraan, aangedreven door een kruk drijfstang mechanisme. Aangezien compressie warmte genereert, moet het gecomprimeerde gas tussentijds worden gekoeld, waardoor de compressie minder adiabatisch en meer isothermisch wordt . De standaardaanname bij membraanwaterstofcompressoren is een adiabatische efficiëntie van 70%. Deze compressor wordt gebruikt in waterstofstations.

### Geleide rotorcompressor

De geleide rotorcompressor draait om de excentrische as, terwijl de centrale rotor pompt.

De geleide rotorcompressor (GRC) is een positief verplaatsende rotatie gascompressor. Het compressievolume wordt bepaald door de trochoïde roterende rotor gemonteerd op een excentrische aandrijfas. met een typische 80 tot 85% adiabatische efficiëntie.

### Lineaire compressor
De enkele zuiger lineaire dynamische compressor gebruikt dynamisch tegengewicht, door een ondersteunende beweegbare massa flexibel te bevestigen aan een beweegbare zuiger en door in de stationaire compressorbehuizing gebruik te maken van extra mechanische veren om vibraties tegen te gaan gebruikt de motor minimaal vermogen en elektrische stroom.. De LC wordt gebruikt in cryogene toepassingen